# Sobór św. Aleksandra Newskiego w Sofii

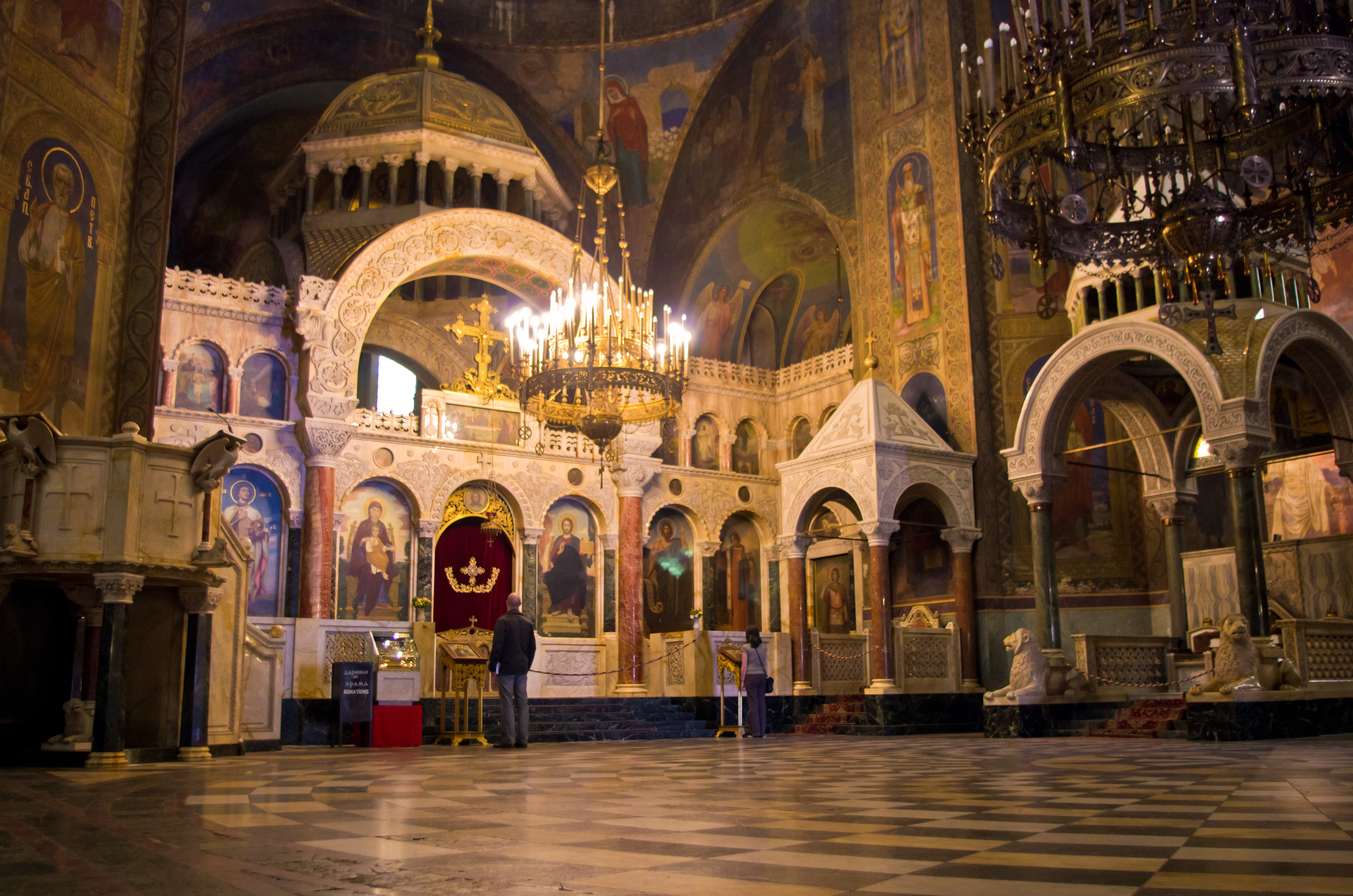
Wnętrze (2011)

Sobór św. Aleksandra Newskiego – sobór prawosławny w Sofii, główna świątynia patriarsza autokefalicznego Bułgarskiego Kościoła Prawosławnego.
Cerkiew została wybudowana na cześć rosyjskiego cara Aleksandra II, dzięki któremu Bułgaria uzyskała niepodległość w 1878. Cerkiew przyjęła nazwę patrona carskiej rodziny św. Aleksandra Newskiego. Pierwszy kamień został położony w 1882. Budowę cerkwi zakończono w 1912. Cerkiew projektował rosyjski architekt Pomerancew w stylu neobizantyńskim, który był bardzo popularnym w XIX wieku w Rosji. Kopuły katedry są pozłacane, wejście zdobi marmur ze Sieny i Carrary, trony dla cara i patriarchy zrobione są z onyksu i alabastru.
We wnętrzu świątyni znajduje się zespół fresków wykonanych przez artystów rosyjskich i bułgarskich: Antona Mitowa, Iwana Mrkwiczkę, Stefana Iwanowa, M. Miasojedowa, M. Sudkowskiego, I. Kisielewa. Dwie ikony w ikonostasie napisał Wiktor Wasniecow.
